# Carex wui
Carex wui är en halvgräsart som beskrevs av W.M.Chu och Lun Kai Dai. Carex wui ingår i släktet starrar, och familjen halvgräs. Inga underarter finns listade i Catalogue of Life.